# Radnice v Château-Thierry
Radnice v Château-Thierry je stavba z konce 19. století ve francouzském městě Château-Thierry stojící na náměstí Hôtel de Ville.
Budova byla postavena na základě plánů architekta Jeana Bréassona a dokončena v roce 1893; slavnostně byla otevřena 15. března 1893 Raymondem Poincaré. Stavba novorenesančního stylu nahradila mnohem menší budovu, která byla sídlem obecního úřadu a soudu. Radnice uzavírá jednu stranu náměstí. To je typické pro civilní architekturu z konce 19. století. Schodiště, velký svatební salon v prvním patře a dvě místnosti v přízemí jsou zachovány v původním stavu. Strop v prvním patře zdobí dva obrazy Jeana-Eugène Bulanda. V hale je letecký motor Quentina Roosevelta. Na fasádě jsou medailony od Gustava Germaina.
Jako historická památka byla zapsána v roce 2005.